# Edmond Charpentier
Pour les articles homonymes, voir Charpentier.
Edmond Charpentier est un homme politique français né le 20 décembre 1858 à Limoges (Haute-Vienne) et décédé le 21 décembre 1928 à Saint-Maur-des-Fossés (Val-de-Marne).

## Biographie
Clerc d'avoué de 1882 à 1885, il est ensuite avocat au barreau de Lyon. Adhérent du parti ouvrier, puis socialiste indépendant, il défend fréquemment les syndicats et les ouvriers grévistes devant les tribunaux. Il est conseiller municipal de Lyon de 1888 à 1892. Il transfère son cabinet d'avocat à Saint-Étienne, et devient député de la Loire de 1893 à 1898 et de 1902 à 1910, siégeant sur les bancs du groupe des socialistes parlementaires. Battu en 1910, il entre dans la magistrature et devient juge au tribunal de Bourgoin. Il devient juge de paix à Reims en 1919 puis à Versailles en 1924 et à Saint-Maur-des-Fossés en 1926.

## Sources
- « Edmond Charpentier », dans le Dictionnaire des parlementaires français (1889-1940), sous la direction de Jean Jolly, PUF, 1960 [détail de l’édition]